# Эль-Хаклания
Эль-Хаклания (араб. الحقلانية‎) или Хавиджан-Арбан — город на западе Ирака, расположенный на территории мухафазы Анбар. Входит в состав округа Хадита. Население — 17 947 человек (2010).

## Географическое положение
Город находится в северо-восточной части мухафазы, на правом берегу реки Евфрат. Абсолютная высота — 252 метра над уровнем моря.

Эль-Хаклания расположена на расстоянии приблизительно 100 километров (по прямой) к северо-западу от Эр-Рамади, административного центра провинции и на расстоянии 189 километров к западу-северо-западу (WNW) от Багдада, столицы страны.

Через город проходит шоссе 19.

## Климат
Климат города характеризуется как аридный жаркий (BWh в классификации климатов Кёппена). Уровень атмосферных осадков, выпадающих в течение года крайне низок (среднегодовое количество — 127 мм). Средняя годовая температура составляет 21 °C.